# Tannenberg (1935)
Pour les articles homonymes, voir Tannenberg.
Le Tannenberg était un mouilleur de mines de la Kriegsmarine, durant la Seconde Guerre mondiale. C'était un ferry allemand réquisitionné dès 1939.

## Ferry
Il était le troisième nouveau bâtiment construit pour le service maritime de la Prusse-Orientale en mer Baltique. Il appartenait à la compagnie maritime Hamburg America Line et était basé à Stettin. Il transportait jusqu'à 2 000 passagers et 200 voitures. Il a servi jusqu'en mai 1940.
Puis, les 6 mois suivants, il a servi de navire-école pour la formation des cadets. 

## Service
Puis il est envoyé en mer du Nord pour la préparation de l'opération Seelöwe. Après annulation de cette opération d'invasion du Royaume-Uni, il pose des champs de mines avec le Pommern jusqu'en 1941 en mer Baltique. En juin 1941, il pose une barrière de mines avec les mouilleurs de mines Hansestadt Danzig et Preußen. Le 9 juillet 1941, les trois navires sont touchés dans un champ de mines suédois proche d'Öland.